# Ханс Майер
Ханс Хайнрих Йозеф Майер (на немски: Hans Heinrich Josef Meyer) е германски географ, геолог, изследовател на Африка и Южна Америка.

## Биография

### Произход и младежки години (1858 – 1884)
Роден е на 22 март 1858 година в Хилдбургхаузен, Саксония-Майнинген, в семейството на Херман Майер, издател и ръководител на Германския Библиографски институт. Следва история, политология, етнология и ботаника в университетите в Лайпциг, Берлин и Страсбург. През 1882 баща му го изпраща на двугодишно пътуване до Източна Азия и Северна Америка, където извършва географски и етнографски изследвания. След като се дипломира и получава докторат по икономическа история през 1884 г., заедно с брат си, поема издателския бизнес на баща си като отговаря за научната област и по-специално в областта на географията.

### Експедиционна дейност (1886 – 1911)
През 1886 г. Майер заминава за Африка и в продължение на 25 години с прекъсвания извършва няколко експедиции в континента.
През 1887 г. пресича Африка от Кейптаун през Трансваал, Натал и Мозамбик до остров Занзибар.
През юли 1887 г. прави неуспешен опит да се изкачи на Килиманджаро, като достига до самия край на кратера Кибо, но поради липсата на алпийско оборудване не успява да преодолее 40-метрова ледена стена. През август 1888 г., заедно с Оскар Бауман, правят втори неуспешен опит, този път поради политически причини. Избухва въстание на местните племена срещу колониалната политика на Германия, което ги принуждава да се върнат обратно на крайбрежието. Едва при третия си опит, на 6 октомври 1889 г., заедно с австрийския алпинист Людвиг Пуртчелер, успява да го покори и става първият европеец достигнал до върха му. Майер и Пуртчелер извършват барометрични измервания и определят височината на върха на 6010 м (това число фигурира във всички енциклопедии повече от половин век, когато по-късно много по-точните измервания „занижават“ върха на истинските му 5895 м). Едновременно с чисто спортните достижения той извършва детайлна топографска снимка и прави научни наблюдения – геоложки, геоморфоложки, глациоложки, ботанически, зооложки и др.
През 1898 г. Майер предприема ново изследване на Килиманджаро, като обхожда целия планински масив, в т.ч. практически неизвестните дотогава северни и западни склонове. Извършва вулканоложки и глациоложки изследвания и открива следи от древни заледявания по склоновете на планината. На следващата година е назначен за професор в Института по география на колониите към Лайпцигския университет.
През 1894 г. Майер извършва географски изследвания на Канарските о-ви (7300 км2).
През 1903 г. в Еквадор се изкачва на вулканите Чимборасо (6262 м), Котопахи (5897 м) и Антисана (5704 м).
През 1911 г. посещава Руанда и Бурунди и полага началото на научното изследване на планината Вирунга (4507 м, разположена между езерата Киву на юг и Едуард на север) и се изкачва на вулканите Карисимби (4531 м) и Нирагонго (3470 м). Същата година пръв се изкачва на връх Кения (5199 м).

### Следващи години (1912 – 1929)
През 1915 г. Майер е назначен за директор на Института по география на колониите. От 1925 е редовен член на Саксонската академия на науките.
Умира на 5 юли 1929 година в Лайпциг на 71-годишна възраст.

## Трудове
- „Ostafrikanische Gletscherfahrten“, Leipzig, 1890;
- „Der Kilimanjaro, Berlin“, 1900.